# Салоникский вилайет
Салоникский вилайет (осман. ولايت سلانيك‎, Vilâyet-i Selânik; греч. Βιλαέτι Θεσσαλονίκης) — балканская провинция Османской империи с 1867 по 1912 год с центром в городе Салоники, крупнейшем в Румелии.
Вилайет занимал Центральную и Южную части Македонии (современная греческая Македония и болгарский Пиринский край). После Первой и Второй Балканских войн территория была разделена между Королевством Греция и Болгарским царством.
В 1911 году вилайет населяло 1 347 915 человек.
Официальным органом печати была газета «Селаник».